# Windows Server 2012 R2
El Windows Server 2012 R2, amb nom en clau "Windows Server Blue", és la desena versió principal del sistema operatiu Windows NT produïda per Microsoft que es va llançar sota la marca Windows Server. Es va presentar el 3 de juny de 2013 a TechEd North America, i es va llançar el 18 d'octubre del mateix any. És el successor del Windows Server 2012 i es basa en la base de codi del Windows 8.1. És la versió final del Windows Server que utilitza el sufix "R2", que s'havia utilitzat des del llançament del Windows Server 2003 R2.
Va eliminar la compatibilitat amb processadors sense CMPXCHG16b, PrefetchW, LAHF i SAHF.
Una altra actualització, formalment designada com a Windows Server 2012 R2 Update, es va publicar a l'abril de 2014. És un conjunt acumulatiu d'actualitzacions de seguretat, crítiques i d'altres tipus. El Windows Server 2012 R2, com les versions anteriors de Windows Server i les posteriors, només és compatible amb processadors de 64 bits.
Va ser succeït pel Windows Server 2016 basat en Windows 10. El suport general va acabar el 9 d'octubre de 2018 i el suport ampliat va acabar el 10 d'octubre de 2023. És elegible per al programa de pagament Extended Security Updates (ESU), que ofereix actualitzacions de seguretat contínues fins al 13 d'octubre de 2026.

## Característiques
Les funcions següents s'introdueixen al Windows Server 2012 R2:
- Nivells automatitzats: els espais d'emmagatzematge emmagatzema els fitxers als quals s'accedeix amb més freqüència en els suports físics més ràpids[6]
- Deduplicació per a VHD: redueix l'espai d'emmagatzematge per a fitxers VHD amb contingut en gran part similar emmagatzemant el contingut similar només una vegada[6]
- Windows PowerShell v4, que ara inclou una funció de configuració d'estat desitjat (DSC)
- Suport integrat per a Office 365 (edició Essentials)
- Canvis a la interfície d'usuari que reflecteixen Windows 8.1, inclòs el botó Inici visible.[7]
- Màquines virtuals basades en UEFI
- Actualitzacions d'emuladors de controladors a controladors de maquinari sintètics per minimitzar el suport antic
- Implementació de màquines virtuals més ràpida (aproximadament la meitat del temps)[8]
- Internet Information Services 8.5: Compatibilitat amb el registre a Event Tracing per a Windows i la capacitat de registrar qualsevol capçalera de sol·licitud/resposta. Per millorar l'escalabilitat, si l'IIS està configurat amb 100 o més llocs web, per defecte no n'iniciarà cap automàticament. A més, s'ha afegit una nova opció de configuració "Pàgina de finalització del procés de treballador inactiu" als grups d'aplicacions per indicar a Windows que finalitzi la pàgina del procés si ha estat inactiu durant el període de temps d'espera d'inactivitat (per defecte, 20 minuts).[9]
- Bloc de missatges del servidor: Millores en el rendiment i la qualitat del registre d'esdeveniments, compatibilitat amb la migració en directe d'Hyper-V sobre SMB, gestió de la priorització de l'amplada de banda i la possibilitat d'eliminar la compatibilitat amb SMB 1.0[10]
- Serveis de desplegament de Windows: Suport per a la gestió de WDS mitjançant PowerShell.[11]
- El Windows Defender està disponible en una instal·lació de Server Core i s'instal·la i s'activa per defecte.[12]
- Gestió d'adreces IP (IPAM): ampliada per admetre el control d'accés basat en rols, permetent un control precís sobre quins usuaris poden veure o canviar les configuracions de les reserves DHCP, els àmbits, els blocs d'adreces IP, els registres de recursos DNS, etc. A més, IPAM es pot integrar amb System Center Virtual Machine Manager 2012 R2 per tenir una política IP coordinada en entorns físics i virtuals. La base de dades IPAM es pot emmagatzemar en una instància de SQL Server en lloc de la base de dades interna de Windows.[13]
- La política de grup té una nova configuració de "Memòria cau de polítiques" que permet a les màquines unides a un domini emmagatzemar una còpia de la configuració de la política de grup a la màquina client i, depenent de la velocitat d'accés al controlador de domini, utilitzar-la en el moment de l'inici en lloc d'esperar que es descarregui la configuració de la política. Això pot millorar els temps d'inici a les màquines que estan desconnectades de la xarxa de l'empresa.[14] S'han afegit noves configuracions de política de grup per cobrir noves funcions del Windows 8.1 i l'Internet Explorer 11, com ara l'activació/desactivació de la compatibilitat amb SPDY/3, la configuració dels dissenys de la pantalla d'inici i la detecció de números de telèfon a les pàgines web.[15]
- El suport TLS s'amplia per donar suport a , "Represa de sessió de Transport Layer Security (TLS) sense estat del costat del servidor", que millora el rendiment de les connexions segures per TLS de llarga durada que s'han de tornar a connectar a causa de l'expiració de la sessió.
- El rol Hyper-V i la consola d'administració Hyper-V s'han afegit a l'edició Essentials.[16]
- Els Serveis d'actualització del Windows Server es van posar a disposició per a l'edició Windows Server 2012 R2 Essentials.[17]
- ReFS va obtenir suport per a fluxos de dades alternatius i correcció automàtica d'errors en espais de paritat.[18]

## Edicions
Segons la fitxa tècnica del Windows Server 2012 R2 publicada el 31 de maig de 2013, hi ha quatre edicions d'aquest sistema operatiu: Foundation, Essentials, Standard i Datacenter. Igual que amb el Windows Server 2012, les edicions Datacenter i Standard tenen les mateixes característiques, i només varien en funció de la llicència (en particular, la llicència d'instàncies virtuals). L'edició Essentials té les mateixes característiques que els productes Datacenter i Standard, amb algunes restriccions.

## Cicle de vida del suport
Originalment, Microsoft tenia previst finalitzar el suport general per a Windows Server 2012 i Windows Server 2012 R2 el 9 de gener de 2018, i el suport ampliat finalitzaria el 10 de gener de 2023. Per tal de proporcionar als clients el calendari estàndard del cicle de vida de transició, Microsoft va ampliar el suport per a Windows Server 2012 i 2012 R2 el març de 2017 en 9 mesos. El Windows Server 2012 va arribar al final del suport general el 9 d'octubre de 2018 i va entrar a la fase de suport ampliat, que va finalitzar el 10 d'octubre de 2023.
Microsoft va anunciar el juliol de 2021 que distribuiria actualitzacions de seguretat ampliades de pagament per a les edicions amb llicència per volum de Windows Server 2012 i Windows Server 2012 R2 durant un màxim de 3 anys després del final del suport ampliat. Per a Windows Server 2012 i Windows Server 2012 R2, aquestes actualitzacions duraran fins al 13 d'octubre de 2026. Això marcarà el final definitiu de totes les actualitzacions de seguretat per a la línia de productes Windows NT 6.2 després de 14 anys, 2 mesos i 12 dies i també marcarà el final definitiu de totes les actualitzacions de seguretat per a la línia de productes Windows NT 6.3 després de 13 anys, 1 mes i 16 dies.